# Cheiropleuria parva
Cheiropleuria parva är en ormbunkeart som beskrevs av M. Kato, Y.Yatabe, Sahashi och N. Murak. Cheiropleuria parva ingår i släktet Cheiropleuria och familjen Dipteridaceae. Inga underarter finns listade.